# Mîtișci
Mîtișci (în rusă Мытищи) este un oraș din Regiunea Moscova, Federația Rusă și are o populație de 275.313 locuitori.

## Personalități
- Alexandru Țățulescu (1916-2011), a trăit ultimii ani de viață la Mîtișci.